# Resultados do Carnaval de Porto Alegre em 1998
Resultados do Carnaval de Porto Alegre em 1998. O título do grupo especial foi dividido entre Bambas da Orgia e  Imperadores do Samba, o resultado sofreu contestação do presidente da Imperadores Roberto Corrêa Barros, já os integrantes de Bambas da Orgia comemoraram a vitória após um período de oito anos. No grupo 1A a Unidos de Vila Isabel de Viamão foi a vencedora com o enredo: "Portal do Universo".

## Grupo Especial
| Colocação | Escola                        | Pontos | Nota      | Ref.        |
| --------- | ----------------------------- | ------ | --------- | ----------- |
| 1º        | Bambas da Orgia               | 180    |           | [ 1 ] [ 4 ] |
| 1º        | Imperadores do Samba          | 180    |           | [ 1 ] [ 4 ] |
| 2º        | Academia de Samba Praiana     | 176    |           | [ 1 ] [ 4 ] |
| 3º        | Estado Maior da Restinga      | 173    |           | [ 1 ] [ 4 ] |
| 4º        | Imperatriz Dona Leopoldina    | 170    |           | [ 1 ] [ 4 ] |
| 5º        | Filhos da Candinha            | 156    |           | [ 1 ] [ 4 ] |
| 6º        | Estação Primeira da Figueira  | 153    |           | [ 1 ] [ 4 ] |
| 7º        | Acadêmicos de Gravataí        | 150    | Rebaixada | [ 1 ] [ 4 ] |
| 8º        | Mocidade da Lomba do Pinheiro | 141    | Rebaixada | [ 1 ] [ 4 ] |

## Grupo 1A
| Colocação | Escola                          | Pontos | Nota      | Ref.        |
| --------- | ------------------------------- | ------ | --------- | ----------- |
| 1º        | Unidos de Vila Isabel           | 178,5  | Promovida | [ 1 ] [ 5 ] |
| 2º        | União da Vila do IAPI           | 177    | Promovida | [ 1 ] [ 5 ] |
| 3º        | Império da Zona Norte           | 173    |           | [ 1 ] [ 5 ] |
| 4º        | União da Tinga                  | 164    |           | [ 1 ] [ 5 ] |
| 5º        | Embaixadores do Ritmo           | 161    |           | [ 1 ] [ 5 ] |
| 6º        | Acadêmicos da Orgia             | 156    |           | [ 1 ] [ 5 ] |
| 7º        | Integração do Areal da Baronesa | 138    |           | [ 1 ] [ 5 ] |
| 8º        | Diplomatas de Alvorada          | 111    | Rebaixada | [ 1 ] [ 5 ] |
| 9º        | Unidos do Guajuviras            | 67     | Rebaixada | [ 1 ] [ 5 ] |

## Grupo 1B
| Colocação | Escola                  | Pontos | Nota      | Ref.  |
| --------- | ----------------------- | ------ | --------- | ----- |
| 1º        | Real Academia de Samba  | 167    | Promovida | [ 1 ] |
| 2º        | Império do Sol          | 165    | Promovida | [ 1 ] |
| 3º        | Academia Samba Puro     | 162,5  |           | [ 1 ] |
| 4º        | Fidalgos e Aristocratas | 158    |           | [ 1 ] |
| 5º        | Os Astros de Alvorada   | 156    |           | [ 1 ] |
| 6º        | Unidos da Zona Norte    | 154    |           | [ 1 ] |
| 7º        | Copacabana              | 152    |           | [ 1 ] |
| 8º        | Realeza                 | 147,5  | Rebaixada | [ 1 ] |
| 9º        | Unidos da Vila Mapa     | 136,5  | Rebaixada | [ 1 ] |

## Grupo de Acesso
| Colocação | Escola                                   | Nota      | Ref.        |
| --------- | ---------------------------------------- | --------- | ----------- |
| 1º        | Unidos de Estância Velha                 | Promovida | [ 1 ] [ 6 ] |
| 2º        | Protegidos da Princesa Isabel            | Promovida | [ 1 ] [ 6 ] |
| 3º        | Mocidade Independente do Jardim Planalto |           |             |

## Tribos
| Colocação | Tribo        | Pontos | Ref.  |
| --------- | ------------ | ------ | ----- |
| 1º        | Os Comanches | 177    | [ 1 ] |
| 2º        | Os Tapuias   | 155    | [ 1 ] |
| 3º        | Guaianazes   | 145    | [ 1 ] |